# Werken van Robert Schumann
Dit is een overzicht van de werken van de Duitse componist Robert Schumann (1810-1856).

## Chronologisch overzicht
Schumanns composities met vermelding van opusgetal, compositiejaar, eerste uitgever en eventuele datum van eerste uitvoering.
| Uitgavejaar  | Opusgetal | Titel van het werk                                                                                 | Uitgever             | Eerste uitvoering |
| ------------ | --------- | -------------------------------------------------------------------------------------------------- | -------------------- | ----------------- |
| 1830         | 1         | Thème sur le nom Abegg, variations pour le Pianoforte                                              | Kistner              | onbekend          |
| 1830/1833    | 7         | Toccata pour le Pianoforte                                                                         | Hofmeister           | onbekend          |
| 1829-31      | 2         | Papillons, pour le Pianoforte seul                                                                 | Kistner              | onbekend          |
| 1831         | 8         | Allegro pour le Pianoforte                                                                         | Friese               | onbekend          |
| 1832         | 3         | Studien für das Pianoforte, nach Capricen von Paganini                                             | Hofmeister           | onbekend          |
| 1832         | 4         | Intermezzi per il Pianoforte                                                                       | Hofmeister           | onbekend          |
| 1833         | 10        | VI Etudes de concert d'après Paganini                                                              | Hofmeister           | onbekend          |
| 1832         | 5         | Impromptus über ein Thema von Clara Wieck                                                          | Hofmeister           | onbekend          |
| 1834         | 13        | Etudes en forme de Variations pour le Pianoforte                                                   | Schuberth            | onbekend          |
| 1834-35      | 9         | Carnaval, Scènes mignonnes sur quatre notes, pour le Pianoforte                                    | Breitkopf und Härtel | onbekend          |
| 1835         | 11        | Grande sonate pour le Pianoforte (nr. 1)                                                           | Kistner              | onbekend          |
| 1835-36/1853 | 14        | Troisième grande Sonate pour le Pianoforte                                                         | Schuberth            | onbekend          |
| 1836         | 17        | Phantasie für das Pianoforte (C-gr.t.)                                                             | Breitkopf und Härtel | onbekend          |
| 1837         | 6         | Davidsbündlertänze, für das Pianoforte                                                             | Friese               | onbekend          |
| 1837         | 12        | Phantasiestücke für das Pianoforte                                                                 | Breitkopf und Härtel | onbekend          |
| 1835-38      | 22        | Sonate Nr. 2 für das Pianoforte                                                                    | Breitkopf und Härtel | onbekend          |
| 1838         | 15        | Kinderszenen, leichte Stücke für das Pianoforte                                                    | Breitkopf und Härtel | onbekend          |
| 1838         | 16        | Kreisleriana, Phantasien für das Pianoforte                                                        | Heinze               | onbekend          |
| 1838         | 21        | Novelletten für das Pianoforte                                                                     | Breitkopf und Härtel | onbekend          |
| 1838-39      | 32        | Vier Klavierstücke                                                                                 | Schuberth            | onbekend          |
| 1839         | 18        | Arabeske für das Pianoforte                                                                        | Spina                | onbekend          |
| 1839         | 19        | Blumenstück für das Pianoforte                                                                     | Spina                | onbekend          |
| 1839         | 20        | Humoreske für das Pianoforte                                                                       | Spina                | onbekend          |
| 1839         | 23        | Nachtstücke für das Pianoforte                                                                     | Spina                | onbekend          |
| 1839         | 26        | Faschingsschwank aus Wien, für das Pianoforte                                                      | Spina                | onbekend          |
| 1839         | 28        | Drei Romanzen für das Pianoforte                                                                   | Breitkopf und Härtel | onbekend          |
| 1840         | 24        | Liederkreis von Heinrich Heine, für eine Singstimme mit Begleitung des Pianoforte                  | Breitkopf und Härtel | onbekend          |
| 1840         | 25        | Myrthen, Liederkreis für Gesang und Pianoforte                                                     | Kistner              | onbekend          |
| 1840         | 27        | Fünf Lieder und Gesänge (I. Heft) für eine Singstimme mit Begleitung des Pianoforte                | Whistling            | onbekend          |
| 1840         | 29        | Drei Gedichte von Emanuel Geibel, für mehrstimmigen Gesang mit Pianoforte (duet, terzet, kwartet)  | Breitkopf und Härtel | onbekend          |
| 1840         | 30        | Drei Gedichte von Emanuel Geibel, für eine Singstimme mit Pianoforte                               | Bote und Bock        | onbekend          |
| 1840         | 31        | Drei Gesänge, Gedichte von Adelbert von Chamisso, für eine Singstimme mit Pianoforte               | Schuberth            | onbekend          |
| 1840         | 33        | Sechs Lieder für vierstimmigen Männergesang                                                        | Schuberth            | onbekend          |
| 1840         | 34        | Vier Duette für Sopran und Tenor mit Begleitung des Pianoforte                                     | Klemm                | onbekend          |
| 1840         | 35        | Zwölf Gedichte von Justinus Kerner, eine Liederreihe für eine Singstimme mit Pianoforte            | Klemm                | onbekend          |
| 1840         | 36        | Sechs Gedichte aus dem Liederbuch eines Malers, von Robert Reinick                                 | Schuberth            | onbekend          |
| 1840         | 37        | Zwölf Gedichte von Friedrich Rückert (nrs. 2, 4 & 11 zijn getoonzet door Clara Schumann)           | Breitkopf und Härtel | onbekend          |
| 1840         | 39        | Liederkreis, Zwölf Gesänge von Joseph von Eichendorff                                              | Heinze               | onbekend          |
| 1840         | 40        | Fünf Lieder aus dem Dänischen und Neugriechischen                                                  | Schuberth            | onbekend          |
| 1840         | 42        | Frauenliebe und -leben, Lieder-Cyklus von Adelbert von Chamisso für eine Singstimme und Pianoforte | Heinze               | onbekend          |
| 1840         | 43        | Drei zweistimmige Lieder mit Begleitung des Pianoforte                                             | Simrock              | onbekend          |
| 1840         | 45        | Romanzen und Balladen (I. Heft)                                                                    | Whistling            | onbekend          |
| 1841         | 38        | Sinfonie für großes Orchester (nr. 1 in Bes-gr.t.; 'Frühling')                                     | Breitkopf und Härtel | 31 maart 1841     |
| 1842         | 41        | Drei Quartette für zwei Violinen, Bratsche und Violoncello                                         | Breitkopf und Härtel | onbekend          |
| 1842         | 44        | Quintett für Pianoforte, zwei Violinen, Viola und Violoncello                                      | Breitkopf und Härtel | 8 januari 1843    |
| 1842         | 47        | Quartett für Piano, Violine, Viola und Violoncello                                                 | Heinze               | onbekend          |
| 1843         | 46        | Andante und Variationen für zwei Pianofortes                                                       | Breitkopf und Härtel | 18 augustus 1848  |

## Thematisch overzicht

### Werken voor orkest

#### Symfonieën
- 1831-1832 Sinfonia per il Hamlet, Particell-schetsen voor een symfonie of ouverture in Es-groot
- 1832-1833 Jeugdsymfonie (respectievelijk: "Zwickauer Symfonie") in g-klein
- 1841 Symfonie Nr. 1 in Bes-groot "Frühlingssinfonie (Lentesymfonie)", op. 38
  1. Andante un poco maestoso - Allegro molto vivace
  2. Larghetto
  3. Scherzo: Molto vivace
  4. Allegro animato e grazioso
- 1845-1846 rev.1846-1847 Symfonie Nr. 2 in C-groot, op. 61
  1. Sostenuto assai - Allegro, ma non troppo
  2. Scherzo: Allegro vivace
  3. Adagio espressivo
  4. Allegro molto vivace
- 1850 Symfonie Nr. 3 in Es-groot "Rheinische", op. 97
  1. Lebhaft
  2. Scherzo: Sehr mäßig
  3. Nicht schnell
  4. Feierlich
  5. Lebhaft
- 1841, omgewerkt:1851 Symfonie Nr. 4 in d-klein, op. 120
  1. Ziemlich langsam - Lebhaft
  2. Romanze: Ziemlich langsam
  3. Scherzo: Lebhaft
  4. Langsam - lebhaft

#### Concerten voor instrumenten en orkest
- 1830-1831 Concert in F-groot, voor piano en orkest (Fragmenten)
- 1841/1845 Concert in a-klein (Fantasie in a-klein), voor piano en orkest, op. 54
  1. Allegro affettuoso
  2. Intermezzo: Andantino grazioso
  3. Allegro vivace
- 1849 Concertstuk in F-groot, voor vier hoorns en orkest, op. 86 (hiervan vervaardigde Schumann tevens een versie voor piano met orkest)
  1. Lebhaft
  2. Romanze: ziemlich langsam, doch nicht schleppend
  3. Sehr lebhaft
- 1850 Concert in a-klein voor cello en orkest, op. 129
  1. Nicht zu schnell
  2. Langsam
  3. Sehr lebhaft
- 1853 Concert in d-klein, voor viool en orkest
  1. In kräftigem, nicht zu schnellem Tempo
  2. Langsam
  3. Lebhaft, doch nicht zu schnell

#### Ouvertures
- 1841/1845 Ouverture, Scherzo en Finale in E-groot, voor orkest, op. 52
- 1847 Ouverture tot de opera "Genoveva", voor orkest
- 1848 Ouverture tot het schouwspel "Manfred" in es-klein, voor orkest, op. 115
- 1850-1851 Die Braut von Messina, ouverture tot de tragedie van Friedrich von Schiller in c-klein, op. 100
- 1851 Julius Cäsar, ouverture tot de tragedie van William Shakespeare in f-klein, op. 128
- 1851-1852 Hermann und Dorothea, ouverture tot een gepland zangspel op het verzen-epos van Johann Wolfgang von Goethe in b-klein, op. 136
- 1853 Scenen aus Goethe's "Faust", ouverture in d-klein, WoO 3

#### Andere werken voor orkest
- 1849 Introduction en Allegro appassionato, concertstuk in G-groot voor piano en orkest, op. 92
- 1853 Phantasie, voor viool en orkest, op. 131
- 1853 Concert-Allegro mit Introduction, voor solo en orkeststemmen, op. 134 - première: 26 november 1853 in Utrecht

### Missen, oratoria en gewijde muziek
- 1822-1824 Le Psaume cent cinquantième, voor eenstemmig koor, piano en orkest, op. 1
- 1848 Adventlied "Dein König kommt in niedern Hüllen", voor sopraan, gemengd koor en orkest, op. 71 - tekst: Friedrich Rückert
- 1849-1850 Verzweifle nicht im Schmerzensthal, motet voor dubbel mannenkoor en orgel - tekst: Friedrich Rückert
- 1849-1850 Neujahrslied "Mit eherner Zunge da ruft er", voor solisten, gemengd koor en orkest, op. 144 - tekst: Friedrich Rückert
- 1852-1853 Missa sacra in c-klein, voor solisten, gemengd koor en orkest, op. 147
- 1852 Requiem in Des-groot, voor solisten, gemengd koor en orkest, op. 148

### Oratorium
- 1841-1843 Das Paradies und die Peri, oratorium in 3 delen voor solisten, gemengd koor en orkest, op. 50 - tekst: Thomas Moore, "Lalla Rookh"

### Muziektheater

#### Opera's
| Voltooid in | titel            | aktes   | première                                          | libretto                                                              |
| ----------- | ---------------- | ------- | ------------------------------------------------- | --------------------------------------------------------------------- |
| 1844        | Der Corsar       | 3 aktes | 25 april 1981, Karlsruhe, Badisches Staatstheater | Oswald Marbach, naar George Gordon Byron                              |
| 1847-1848   | Genoveva, op. 81 | 4 aktes | 25 juni 1850, Leipzig, Stadttheater               | de componist en Robert Reinick, naar Ludwig Tieck en Friedrich Hebbel |

#### Toneelwerk
- 1848 Manfred, toneelmuziek in drie afdelingen, op. 115 - tekst: George Gordon Byron, vertaald door Karl Adolf Suckow - première: 13 juni 1852, Weimar, Hoftheater

### Werken voor koren
- 1822-1823 Ouverture et Chor (Chor von Landleuten), voor gemengd koor, piano en orkest, op. I/3
- 1847 Beim Abschied zu singen "Es ist bestimmt in Gottes Rat", voor gemengd koor en 10 blazers (of piano), op. 84 - tekst: Ernst von Feuchtersleben
- 1849 Nachtlied "Quellende, schwellende Nacht", voor gemengd koor en orkest, op. 108 - tekst: Friedrich Hebbel
- 1849 Vier doppelchörige Gesänge, voor grote koren, op. 141
- 1849 5 Jagdlieder (Fünf Gesänge aus H. Laubes Jagdbrevier für vierstimmigen Männerchor), voor mannenkoor, op. 137 - tekst: Heinrich Laube
  1. Zur hohen Jagd
  2. Habet Acht!
  3. Jagdmorgen
  4. Frühe
  5. Bei der Flasche

### Vocale muziek
- 1827-1828 Lieder, voor zangstem en piano, op. II
- 1840 Die Wallfahrt nach Kevelaer (De Bedevaart naar Kevelaer) "Am Fenster stand die Mutter", voor zangstem en piano - tekst: Heinrich Heine
- 1840 Myrten, liederen-reeks van Johann Wolfgang von Goethe, Friedrich Rückert, George Gordon Byron, Thomas Moore, Heinrich Heine, Robert Burns en J. Mosen, op. 25
- 1840/1847 Lieder und Gesänge I, op. 27
- 1840 Drei Gedichte von Emanuel Geibel für mehrstimmigen Gesang, op. 29
- 1840 Liederkreis, liederen-cyclus, op. 39 - tekst: Joseph von Eichendorff
- 1840 Frauenliebe und -leben, liederen-cyclus, op. 42 - tekst: Adalbert von Chamisso
  1. Seit ich ihn gesehen
  2. Er, der Herrlichste von allen
  3. Ich kann's nicht fassen
  4. Du Ring an meinem Finger
  5. Helft mir, ihr Schwestern
  6. Süßer Freund, du blickest
  7. An meinem Herzen
  8. Nun hast du mir den ersten Schmerz getan
- 1840 Dichterliebe, liederen-cyclus, op. 48 - tekst: Heinrich Heine
  1. Im wunderschönen Monat Mai
  2. Aus meinen Thränen sprießen
  3. Die Rose, die Lilie, die Taube, die Sonne
  4. Wenn ich in deine Augen seh'
  5. Ich will meine Seele tauchen
  6. Im Rhein, im heiligen Strome
  7. Ich grolle nicht
  8. Und wüßten's die Blumen, die kleinen
  9. Das ist ein Flöten und Geigen
  10. Hör' ich das Liedchen klingen
  11. Ein Jüngling liebt ein Mädchen
  12. Am leuchtenden Sommermorgen
  13. Ich hab' im Traum geweinet
  14. Allnächtlich im Traume
  15. Aus alten Mährchen
  16. Die alten, bösen Lieder
- 1841 Tragödie "Entflieh' mit mir", voor sopraan, tenor en orkest - tekst: Heinrich Heine
- 1844-1853 Scènes tot Goethe's "Faust", voor solisten, gemengd koor en orkst, WoO 3
- 1846 Vijf liederen, op. 55 - tekst: Robert Burns, vertaald door Wilhelm Gerhard
- 1848 Aus ist der Schmaus, voor 3 stemmen
- 1848 Fest im Tact, im Tone rein, canon voor 3 stemmen
- 1848 Drei Freiheitsgesänge, voor mannenstemmen en groot harmonieorkest, WoO 4
- 1849 Requiem für Mignon, voor solisten, gemengd koor en orkest, op. 98b - tekst: Johann Wolfgang von Goethe, «Wilhelm Meisters Lehrjahre» (1795-1796)
- 1849 Romanzen und Balladen I, op. 67
- 1849 Spanisches Liederspiel, zangcyclus voor een of meerdere zangstem(men) (sopraan, alt, tenor, bas) en piano, op. 74 - tekst: Emanuel Geibel, naar Spaanse liederen en gezangen
- 1849 Romanzen und Balladen II, op. 75
- 1849 Lieder (Lieder-Album) für die Jugend, op. 79
- 1849 Minnespiel, uit Friedrich Rückerts «Liebesfrühling» voor een of meerdere zangstem(men) (sopraan, alt, tenor, bas) en piano, op. 101
- 1849 Schön Hedwig "Im Kreise der Vasallen", ballade voor declamatie, op. 106 - tekst: Friedrich Hebbel
- 1849 Spanische Liebes-Lieder, zangcyclus voor een of meerdere zangstem(men) (sopraan, alt, tenor, bas) en piano vierhandig, op. 138 - tekst: Emanuel Geibel, naar Spaanse liederen en gezangen
- 1849-1851 Romanzen und Balladen III, op. 145
- 1849-1851 Romanzen und Balladen IV, op. 146
- 1850 Sechs Gedichte von Nikolaus Lenau und Requiem, op. 90
- 1851 Der Rose Pilgerfahrt Mährchen, voor solisten, gemengd koor en orkest, op. 112 - tekst: Moritz Horn
- 1851 Der Königssohn Ballade "Der alte graue König", voor solisten, gemengd koor en orkest, op. 116 - tekst: Ludwig Uhland
- 1851 Glockentürmers Töchterlein "Mein hochgeborenes Schätzelein" - tekst: Friedrich Rückert
- 1851-1852 Des Sängers Fluch, Ballade "Es stand in alten Zeiten", voor solisten, gemengd koor en orkest, op. 139 - tekst: Ludwig Uhland, bewerkt door Richard Pohl
- 1852 Vom Pagen und der Königstochter, vier ballades voor solisten, gemengd koor en orkest, op. 140 - tekst: Emanuel Geibel
  1. Der alte König zog zum Wald
  2. Zwei Reiter reiten vom Königsschloss
  3. Den Runenstein in der Sommernacht
  4. Die Säle funkeln im Königsschloss
- 1853 Fest-Ouverture mit Gesang über das Rheinweinlied "Was lockt so süß", voor tenor, gemengd koor (of mannenkoor) en orkest, op. 123 - tekst: Matthias Claudius
- 1853 Das Glück vom Edenhall - ballade "Heil Edenhall!", voor solisten (mannenstemmen), mannenkoor en orkest, op. 143 - tekst: Ludwig Uhland, bewerkt door Richard Hasenclever

### Kamermuziek
- 1842 Strijkkwartet Nr. 1 in a-klein, op. 41 Nr. 1
- 1842 Strijkkwartet Nr. 2 in F-groot, op. 41 Nr. 2
- 1842 Strijkkwartet Nr. 3 in A-groot, op. 41 Nr. 3
- 1842 Kwintet in Es-groot, voor 2 violen, altviool, cello en piano, op. 44
- 1842 Kwartet in Es-groot, voor viool, altviool, cello en piano, op. 47
- 1842 Fantasiestukken, voor viool, cello en piano, op. 88
- 1847 Trio Nr. 1 in d-klein, voor viool, cello en piano, op. 63
- 1847 Trio Nr. 2 in F-groot, voor viool, cello en piano, op. 80
- 1849 Adagio en Allegro, voor hoorn en piano, op. 70
- 1849 Fantasiestukken, voor klarinet en piano, op. 73
- 1849 Drie romances, voor hobo en piano, op. 94
- 1849 Vijf stukken in de volkston, voor cello en piano, op. 102
- 1851 Sonate Nr. 1 in a-klein, voor viool en piano, op. 105
- 1851 Trio Nr. 3 in g-klein, voor viool, cello en piano, op. 110
- 1851 Sprookjesschilderijen, voor altviool en piano, op. 113
- 1851 Sonate Nr. 2 in d-klein, voor viool en piano, op. 121
- 1853 Sprookjesvertellingen, voor klarinet, altviool en piano, op. 132
- 1853 Sonate Nr. 3 in a-klein, voor viool en piano
- Fantasiestukken, voor cello en piano

### Werken voor orgel
- 1845 rev.1846 6 Fugen über BACH, voor orgel, opus 60

### Werken voor piano
- 1828 Acht Polonaises, voor piano vierhandig, op. III
- 1828 Variaties over een thema van prins Louis Ferdinand van Pruisen (1772-1806) in f-klein, voor piano vierhandig, op. IV
- 1829-1833 Toccata in C-groot, op. 7
- 1829-1831 Thème sur le nom Abbegg varié in F-groot, op. 1
- 1829-1832 Papillons, op. 2
- 1830, 1832-1835 Sonate Nr. 2 in g-klein, op. 22
- 1830-1832 Capriccio in Bes-groot, voor piano vierhandig
- 1831, 1832-1834 Scènes musicales sur un Théme connu/Sehnsuchtswalzervariationen in As-groot
- 1832 Intermezzi, op. 4
- 1832-1845 Albumblätter, 20 pianostukken, op. 124
- 1832-1833 Zes fuga's en twee canons
- 1833 Impromptus sur une Romance de Clara Wieck, op. 5
- 1833-1835 Grande Sonate Nr. 1 in fis-klein, op. 11
- 1834-1835 Carnaval - Scènes mignonne [...] sur quatre notes, op. 9
- 1834-1835 12 Études symphoniques, op. 13
- 1835-1836 2e versie:1850-1852 Concert sans orchestre - Sonate Nr. 3 in f-klein, op. 14
- 1836-1838 Fantasie in C-groot, op. 17
- 1837 Davidsbündlertänze, op. 6
- 1837 Fantasiestukken, op. 12
- 1837-1838 Kinderszenen, op. 15
- 1838 Novelletten, op. 21
- 1838 Kreisleriana, op. 16
- 1838–1839 Arabeske in C-groot, op. 18
- 1838–1839 Blumenstück in Des-groot, op. 19
- 1838–1839 Humoreske in Bes-groot, op. 20
- 1838-1849 Bunte Blätter, 14 pianostukken, op. 99
- 1839-1840 Nachtstücke, op. 23
- 1839-1840 Faschingsschwank aus Wien, fantasieschilderijen voor piano, op. 26
- 1839 Drei Romanzen, op. 28
- 1843 Andante und Variationen in Bes-groot, voor twee piano's, op. 46
- 1848 Bilder aus Osten, zes impromptus voor piano vierhandig, op. 66
- 1848 Album für die Jugend, op. 68
- 1848–1849 Waldszenen, negen pianostukken, op. 82
- 1849 Vier marsen, op. 76
- 1849 Twaalf pianostukken vierhandig voor kleine en grote kinderen, op. 85
- 1849-1851 Ball-Scènes - negen karakteristieke stukken voor piano vierhandig, op. 109
- 1850-1853 Kinderball, zes lichte dansstukken voor piano vierhandig, op. 130
- 1851 Drie fantasiestukken, op. 111
- 1853 Drie sonates voor de jeugd, op. 118
- 1853 Zeven pianostukken in fughettavorm, op. 126
- 1853 Gesänge der Frühe, vijf pianostukken, op. 133
- 1854 Thema met variaties in Es-groot (Geistervariationen)
- 1854 Vier Fugen